# Кабирга (Амангельдинський район)
Кабирга́ (каз. Қабырға) — село у складі Амангельдинського району Костанайської області Казахстану. Адміністративний центр Кабиргинського сільського округу.
Населення — 221 особа (2021; 230 у 2009, 419 у 1999, 929 у 1989).